# 폰트포지
폰트포지(FontForge, 2004년 3월까지는 PfaEdit)는 모든 일반 글꼴 형식을 지원할 수 있는 완전한 형식을 갖춘 폰트 편집기이다. 조지 윌리엄이 주도하여 개발된 FontForge는 자유 소프트웨어이며, BSD 라이선스 3조항에 따라 배포된다. 이 프로그램은 리눅스, 윈도우 그리고 Mac OS X등의 여러 가지 운영체제로 사용이 가능하며, 12개의 언어로 번역이 되어 있다.

## 특징
폰트포지는 자신만의 독특하고 혁신적인 기능과, 폰트연구소의 거의 모든 기능을 함께 사용할 수 있는 매우 강력한 소프트웨어 시스템이다.
자동 형식 변환과 다른 반복적인 업무를 원활하게 하기 위해, 폰트포지는 두 개의 스크립트 언어(자신의 언어와 파이썬)를 구현한다. 폰트포지는 명령행에서 자신의 GUI(그래픽 사용자 인터페이스)으로부터 스크립트를 실행할 수 있으며, 파이썬 모듈로써의 기능을 제공하고 파이썬 프로그램에 통합 될 수 있다.
폰트포지는 어도비의 오픈타입 feature file 사양을 지원한다.(구문에 확장을 참조) 그리고 캄브리아 수학체를 사용하기 위해 도입한, 오피스 2007, XeTeX 그리고 LuaTeX가 지원하는 비공식 마이크로소프트 수학 조판 확장(수학 테이블)을 지원한다. 많은 오픈타입 수학 폰트가 Font Forge로 개발되었다.(아래 참조)
화면에 폰트를 렌더링하기 위해 폰트포지는 프리타입을 사용한다. 2008년 11월 15일 릴리즈 이후, FontForge는 안티 앨리어싱 그래픽과 복잡한 텍스트 레이아웃을 지원하고, 그래픽과 텍스트 렌더링에 대한 libcairo와 libpango 소프트웨어 라이브러리를 사용할 수 있다.
폰트포지는 비트맵 이미지를 자동으로 추척하고 폰트를 가져오기위해 Potrace나 AutoTrace를 사용한다.
폰트포지의 일부분은 LuaTeX의 오픈타입 폰트를 읽고 분석하기 위한 조판엔진에 사용된다.
폰트포지의 소스코드는 이진 폰트 파일의 내용을 보여주는 'showttf', WOFF 변환기와 환원기(deconverter) 등을 포함하는 'fonttools' 디렉토리 안에 있는 유틸리티 프로그램들의 수를 센다.

## 지원되는 형식
폰트포지는 다양한 폰트 형식을 지원한다. 네이티브 "스플라인 폰트 데이터베이스" 형식(확장명.SFD)은 텍스트 기반이며, 서로 다른 파일들을 쉽게 만들수 있어서 설계자들 사이의 협력을 도와준다. 소프트웨어는 다양한 종류의 폰트 형식을 지원하고 하나의 형식에서 다른 폰트로 변환한다. 그리고 폰트포지는 폰트를 입력받은 뒤, SVG(Scalable Vectior Graphics) 형식과 통합 폰트 객체(UFO) 형식으로 출력한다.

### 지원되는 폰트 형식
- 트루타입 폰트(TTF)
- 트루타입 콜렉션(TTC)
- 오픈타입 폰트(OTF)
- 포스트 스크립트 타입 1
- TeX 비트맵 폰트
- X11 OTB 비트맵(SFNT인 경우)
- 글리프 비트맵 배포 형식(BDF)
- FON(윈도)
- FNT(윈도)
- 웹 오픈 폰트 형식(WOFF)

## 폰트포지로 개발된 무료 글꼴
- 아사나-수학(Asana-Math)
- 베텍나(Beteckna)
- 칸타렐(Cantarell)
- 데자뷰 폰트(DejaVu fonts)
- 외부 폰트 가족(Exo font family)[16]
- 무료 UCS 아웃라인 폰트(Free UCS Outline Fonts)
- 인컨솔레이타(Inconsolata)
- 주니코드(Junicode)
- 리눅스 리버틴(Linux Libertine)
- M+ 폰트(M+ Fonts)
- OCR-A
- 스퀘리시 샌즈(Squarish Sans)
- XITS 폰트 프로젝트(XITS font project)

## 같이 보기
- 메타폰트(METAFONT)
- 메타타입1(METATYPE1)